# 張慶淳
張 慶淳（チャン・ギョンスン、朝鮮語: 장경순、1926年2月10日 - 2003年4月9日）は、大韓民国の政治家。初代忠清南道議会議員、第5代韓国国会議員。
本貫は仁同張氏。キリスト教徒。

## 経歴
日本統治時代の忠清南道瑞山郡（現・瑞山市）出身。檀国大学校法律学部、延世大学校経営大学院卒。初代忠清南道議員を経て、民主党結党発起準備委員・中央常務委員・瑞山甲地区党委員長・中央党選挙対策委員・収拾対策委員・中央党労働部次長を務めたが、1960年に離党。同年の第5代総選挙で国会議員に当選し、国会財経委員、瑞山郡体育会会長を務めた。1984年に民主化推進協議会発起人・憲法研究特別委員会副委員長を務め、1987年に平民党結党発起人・瑞山地区党委員長を務めた。その後は大韓民国憲政会理事・政策室長・監事、新千年民主党政策諮問委員・平統諮問委員、韓民族伝統宣揚会議中央会長を歴任した。2003年4月9日、持病で死去した。